# 宣告 (诗歌)
《宣告》是诗人北岛创作的一首现代诗，最初写于北京西单民主墙，1980年4月发表在《今天》杂志第八期。 此诗与另一首诗歌《结局与开始》是北岛为其在文革期间遭处决的友人遇罗克而作，因此诗歌的副标题为“献给遇罗克”。

## 创作背景
北岛将此诗献给因在文革期间被打成“现行反革命”而被处决的遇罗克。1980年4月诗歌最初在《今天》杂志发表时并未指明“献给遇罗克”，而是在同年10月《人民文学》及12月《上海文学》分别予以转载时，才添加了副标题。 在同为献给遇罗克的另一首诗《结局与开始》后记中，北岛写道：“这首诗初稿于1975年。我的几位好朋友曾和遇罗克并肩战斗过，其中两位朋友也身陷囹圄，达三年之久。这首诗记录了在那悲愤的年代里我们悲愤的抗议。” 《宣告》和《结局与开始》展示出北岛和遇罗克之间所共有的思想倾向：对于阶级歧视的敏感与对于特权的反抗。 这两首诗与另一首著名诗歌《回答》，一同表达了北岛对其亲历的文革的反叛和抗争，以及对死亡与新生、绝望与希望的探讨，对当时社会影响深远。